# Comuna de Jaktorów
Jaktorów (polaco: Gmina Jaktorów) é uma gminy (comuna) na Polónia, na voivodia de Mazóvia e no condado de Grodziski (mazowiecki). A sede do condado é a cidade de Jaktorów.
De acordo com os censos de 2004, a comuna tem 9885 habitantes, com uma densidade 178,9 hab/km².

## Área
Estende-se por uma área de 55,24 km², incluindo:
- área agricola: 78%
- área florestal: 8%

## Demografia
Dados de 30 de Junho 2004:
|                      | Total   | Total | Mulheres | Mulheres | Homens  | Homens |
| -------------------- | ------- | ----- | -------- | -------- | ------- | ------ |
|                      | pessoas | %     | pessoas  | %        | pessoas | %      |
| População            | 9885    | 100   | 5053     | 51,1     | 4832    | 48,9   |
| Densidade (pop./km²) | 178,9   | 100   | 91,5     | 91,5     | 87,5    | 87,5   |

De acordo com dados de 2002, o rendimento médio per capita ascendia a 1236,34 zł.

## Subdivisões
- Bieganów, Budy-Grzybek, Budy Michałowskie, Stare Budy, Budy Zosine, Chyliczki, Grądy, Henryszew, Jaktorów, Jaktorów-Kolonia, Międzyborów, Sade Budy.

## Comunas vizinhas
- Baranów, Grodzisk Mazowiecki, Radziejowice, Wiskitki, Żyrardów